# Kolenica
Kolenica is een plaats in de gemeente Rakovec in de Kroatische provincie Zagreb. De plaats telt 23 inwoners (2001).